# مامادو دیالو (بازیکن فوتبال، زاده ۱۹۸۲)
مامادو دیالو (انگلیسی: Mamadou Diallo؛ زادهٔ ۱۷ آوریل ۱۹۸۲) بازیکن فوتبال اهل مالی است.
از باشگاه‌هایی که در آن بازی کرده است می‌توان به باشگاه فوتبال استاد لاوالوا، باشگاه فوتبال نانت، باشگاه فوتبال لو آور، باشگاه فوتبال اتحاد الجزایر، باشگاه فوتبال الجزیره، ای‌اف‌سی توبیز، باشگاه فوتبال سدان، و باشگاه ورزشی القطر اشاره کرد.
وی همچنین در تیم‌های ملی فوتبال زیر ۱۷ سال مالی و زیر ۲۳ سال مالی و مالی بازی کرده است.